# Den druknede (maleri)
 For alternative betydninger, se Den druknede. (Se også artikler, som begynder med Den druknede)
Den druknede er et maleri af Michael Ancher fra 1896. Anledningen til maleriet var fisker og redningsmand Lars Kruses druknedød under arbejde sammen med en anden fisker, der også druknede. Lars Kruse blev landskendt efter, at Holger Drachmann havde skrevet en novelle om hans bedrifter. Kruses begravelse blev omtalt i mange aviser. På maleriet er der en knugende stemning omkring bordet, hvor den afdøde ligger, den afdøde fremhæves af den af den gule jakke og lysindfaldet ad vinduet.